# Гудеа

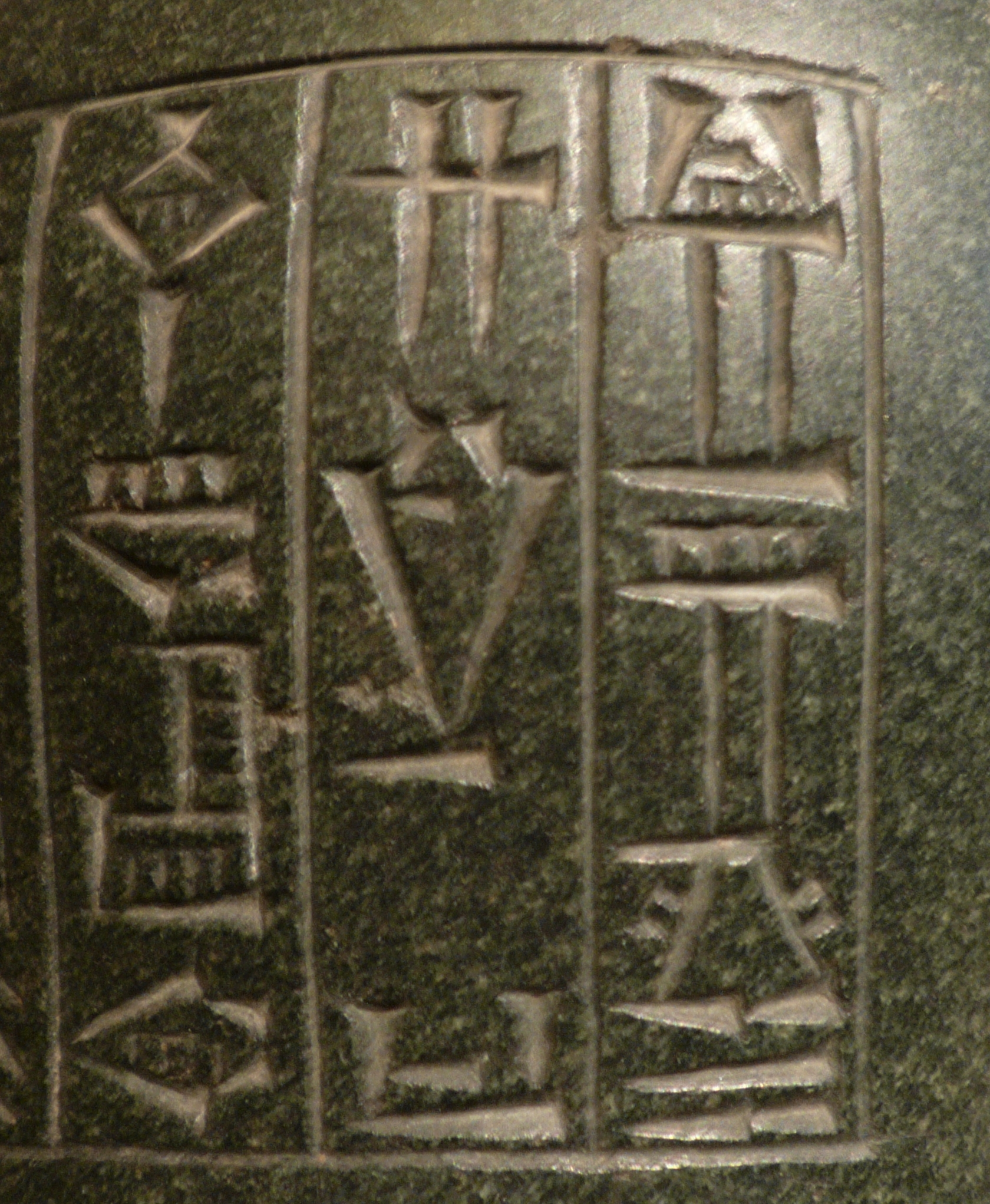
Напис «Гудеа енсі Лагаша» (фрагмент написів на камені), Лувр.

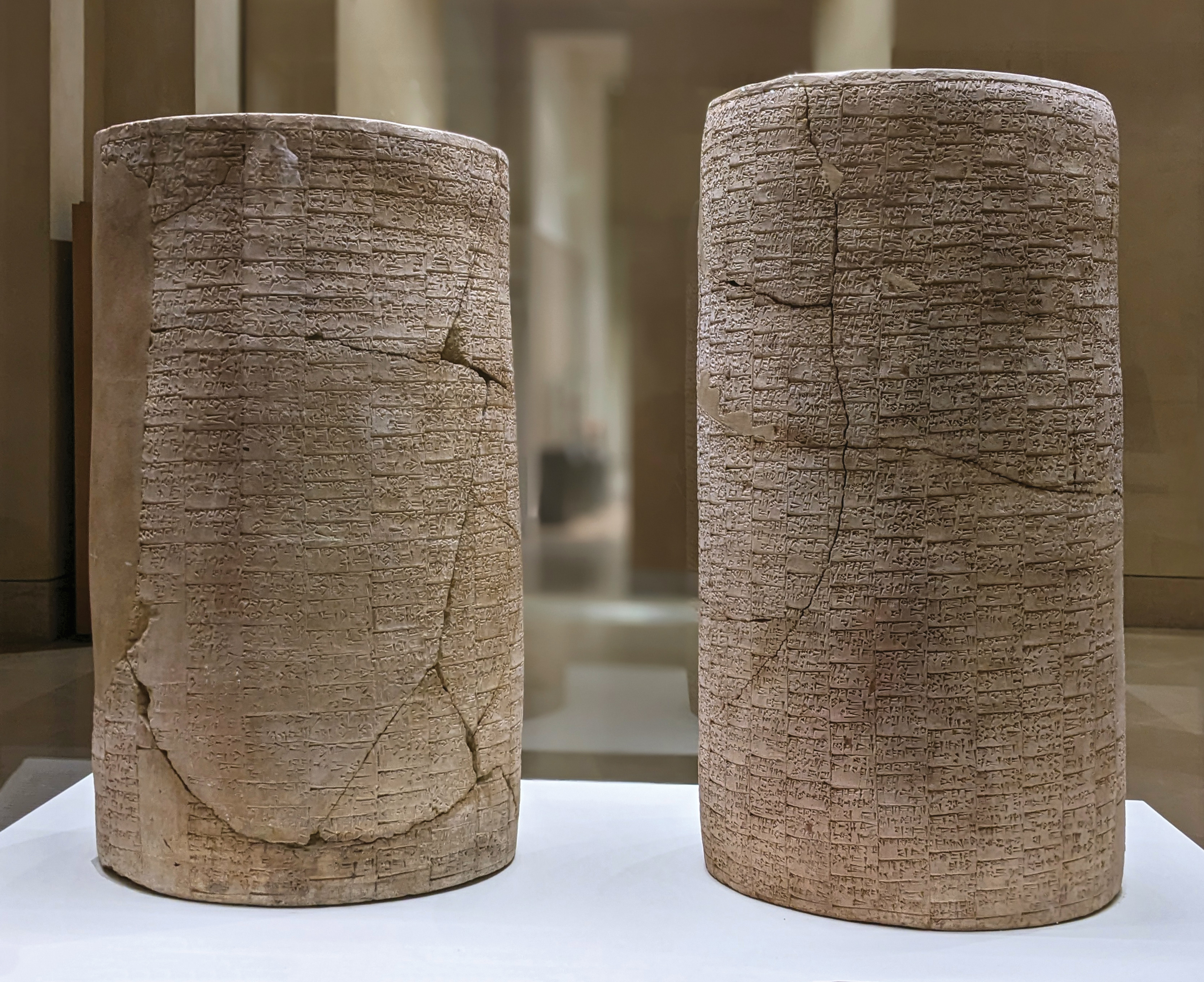
Так звані «циліндри Гудеа» — глиняні стовпи покриті клинописом з описом будови храму Енінну («дому п'ятдесяти») в Гірсу.

 Гудеа (аккад. Визнаний) — релігійний провідник («благий пастир») Шумеру і правитель (енсі) шумерського міста Лагаш у 2142—2116 до н. е. (за іншими даними у 2144—2124 до н. е.) представник другої династії Лагаша. З його іменем пов'язаний ренесанс шумерської літератури і мистецтва й відродження шумерської традиції після падіння царства Аккаду.
Його батьками були жерці, а дружиною, в першому шлюбі, дочка Ур-Баби, правителя Лагашу у 2155—2142 до н. е.
Підтримував тісні зв'язки з кутіями, які, очевидно, були одновірцями шумерів і військовими найманцями, яких шумери свого часу запросили для захисту свого храму в Ніппурі від аккадців. Він їх матеріально утримував, надсилаючи кутіям домашніх тварин і рослинну олію. Його владу визнавали 60 сар (216 тисяч) повноправних громадян (мабуть, одних дорослих і лише чоловічої статті).
Побудував великий храм Енінну («дім пятидесяти») у Гірсу.
Сприяв ремісникам і купцям. Провадив торгівлю з країнами Близького Сходу, Індією й Аравією.
За нього Шумер жив у мирі й достатку. Правив Гудеа - 26 років і, підбиваючи підсумки свого правління, він казав: «За мене нікого не карали бичем і нікого не били ременями... жоден труп не був непохованим... і плакальницям не довелося жодного разу плакати»